# NGC 7320c
NGC 7320c és una galàxia espiral intermèdia membre del Quintet d'Stephan localitzada a la constel·lació del Pegàs.